# نورت کروست، آرکانزاس
نورت کروست (به انگلیسی: North Crossett) یک منطقهٔ مسکونی در ایالات متحده آمریکا است که در شهرستان اشلی، آرکانزاس واقع شده‌است. نورت کروست ۲۶٫۸۱ کیلومتر مربع مساحت و ۸۴۴ نفر جمعیت دارد و ۴۶ متر بالاتر از سطح دریا واقع شده‌است.